# Brunonalia

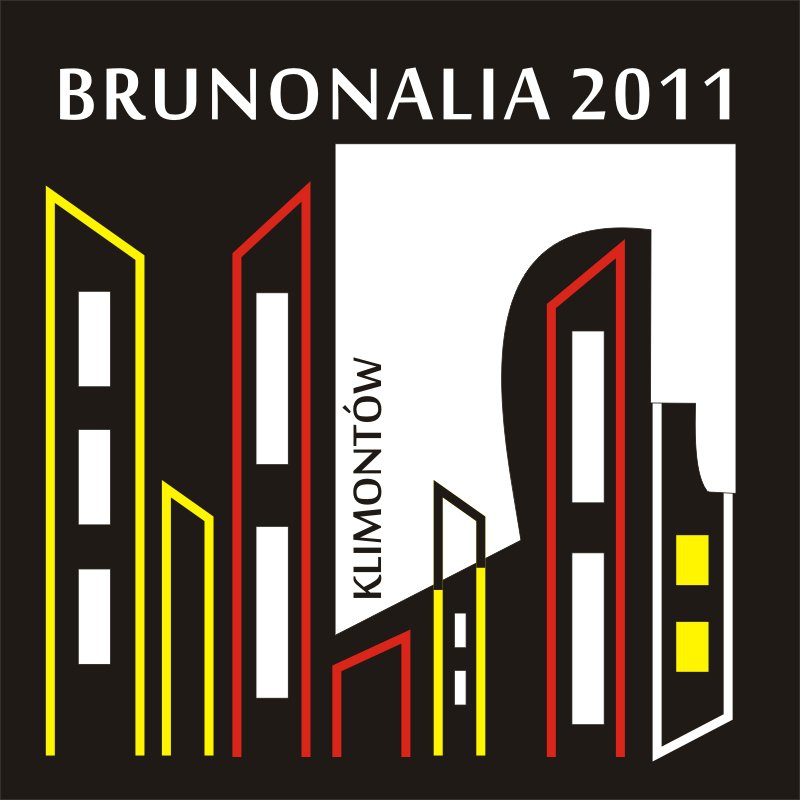
Logo dziesiątej edycji festiwalu Brunonalia w 2011 r., projekt Agnieszki "Mozzie" Filipow

Brunonalia – impreza kulturalna, odbywająca się w latach 2002–2011 w Klimontowie k. Sandomierza, rodzinnej miejscowości Brunona Jasieńskiego.
W ramach Brunonaliów odbywały się warsztaty twórcze dla dzieci i młodzieży (teatralne, plastyczne, muzyczne, taneczne i inne) oraz różnego rodzaju wydarzenia artystyczne (spektakle, koncerty, happeningi, pokazy filmów). Program składał się z kilku głównych wątków: działania wprost nawiązujące do twórczości i biografii Brunona Jasieńskiego, działania inspirowane duchem futuryzmu i  awangardy oraz - od pewnego momentu - również aktywność związana z upamiętnianiem dawnych żydowskich mieszkańców Klimontowa. W 2004 roku po raz pierwszy od wielu lat został otwarty, posprzątany z udziałem lokalnej młodzieży i udostępniony mieszkańcom budynek synagogi, w którym przez kilka kolejnych lat podczas festiwalu odbywały się różne działania twórcze i edukacyjne.
W Brunonaliach brali udział między innymi: aktorzy Wojciech Siemion, Magdalena Gnatowska, Borys Jaźnicki, Jerzy Łazewski, Adam Walny, Aldona Jacórzyńska, Jacek Majok, muzycy: Jarosław Wasik, Paweł Szamburski, Duże Pe, Robert Kasprzycki, Ewa Czubińska, Dagna Krause, zespoły muzyczne: Horny Trees, Mikrowafle, Posing Dirt z Kamilą Janiak, Kakofonikt, Kwartet ProForma, grupy teatralne: Teatr Emocji i Wyobraźni, Teatr Gry i Ludzie, Teatr Nikoli, grupa opowiadaczy Studnia O, poeci: Aneta Kamińska, Joanna Mueller, Zofia Bałdyga, Jarosław Lipszyc, Maria Cyranowicz, Adam Wiedemann, Jaś Kapela, Paweł Kozioł, Michał Płaczek, filmowcy Marcelo (Piotr Wygachiewicz), Tomasz „Mniamos” Stępień i inni performerzy: Iwo Czerniawski, Magda Zena.

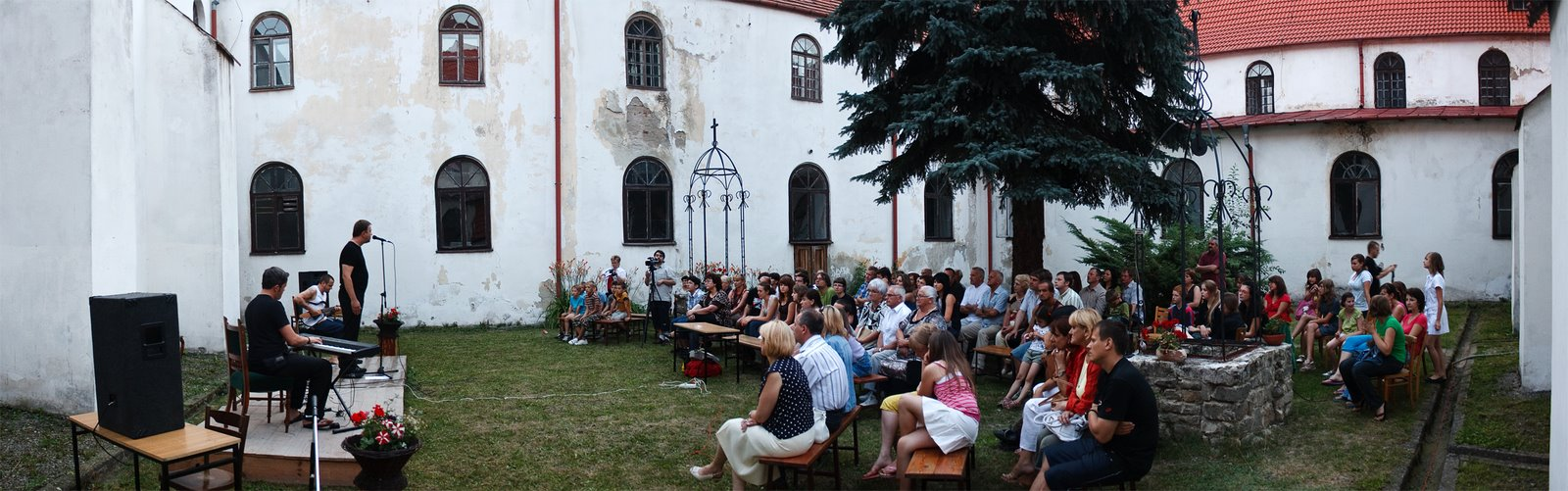
Jarosław Wasik wykonuje utwór "But w Butonierce" do słów Brunona Jasieńskiego podczas festiwalu Brunonalia w Klimontowie w 2009 r., fot. Jakub Przybylski

Powstało kilkanaście utworów i widowisk przygotowanych specjalnie na festiwal, na przykład w roku 2003 odbyła się premiera spektaklu "Stójka" Małgorzaty Szyszki w reżyserii autorki. W 2011 Brunonalia zostały wybrane w kategorii "wydarzenie roku" w plebiscycie Perła w Koronie Województwa Świętokrzyskiego.
Warsztaty prowadzili m.in.: Magdalena Gnatowska (warsztaty teatralno-ruchowe), Paulina Białoskórska (warsztaty teatralno-ruchowe), Magdalena Rostkowska (warsztaty teatralno-ruchowe), Karolina Pluta (warsztaty teatralno-ruchowe), Anna Rozenfeld (warsztaty plastyczne i języka jidysz), Małgorzata Szyszka (autorskie warsztaty teatralne), Borys Jaźnicki (warsztaty teatralne), Marcelo (Piotr Wygachiewicz) (warsztaty filmowe), Chrispin Mwakideu (warsztaty "Dźwięki Afryki"), Adam Walny (warsztaty teatru lalek), Paweł Kołodziejski (warsztaty teatru lalek), Jacek Wolszczak (warsztaty aktorskie, teatru lalek, radiowe), Dominika Wysmułek (warsztaty plastyczne), Agnieszka Nec (warsztaty zabawkarsko-konstruktorskie), Ewa Ziembowicz (czytanki-pogadanki).